# Leo I. (Byzanz)

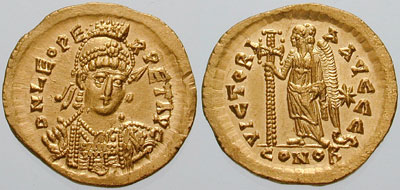
Solidus Leos I., geprägt in Konstantinopel. Auf einigen in Thessaloniki geschlagenen Münzen trägt der Kaiser hingegen einen Bart.

Leo I., auch Leon I. (altgriechisch Λέων Αʹ, genannt ὁ Μακέλλης ho Makelles „der Schlächter“; mit vollständigem Namen Flavius Valerius Leo; * um 401; † 18. Januar 474 in Konstantinopel), war vom 7. Februar 457 bis zu seinem Tod 474 Kaiser des spätantiken Oströmischen Reiches.

## Leben
Flavius Valerius Leo kam offenbar aus recht einfachen Verhältnissen und stammte aus der Diözese Dacia. Er sprach Latein und Griechisch und stieg zum Truppenführer auf; 457 scheint er als comes et tribunus Kommandeur einer der sechs Legionen gewesen zu sein, die als mobile Elitetruppe bei Konstantinopel stationiert waren. Er wurde nach dem Tod Kaiser Markians auf Veranlassung des mächtigen magister militum (Heermeister) Aspar zum Kaiser (Augustus) erhoben. Aspar, der als Arianer selbst nicht Kaiser werden konnte, ging offenbar davon aus, Leo, der vielleicht eine Weile als Verwalter (curator) seines  Vermögens fungiert hatte, leicht steuern zu können. Leo wurde von Senatoren und Soldaten als Imperator akklamiert und sodann auf den Schild gehoben. Er war zudem möglicherweise der erste Kaiser, dessen anschließende Krönung durch einen geistlichen Würdenträger – in diesem Fall durch den Patriarchen von Konstantinopel – durchgeführt wurde (allerdings sollte es noch bis 602 dauern, bis die Zeremonie erstmals nicht mehr im Hippodrom bzw. im Palast, sondern in einer Kirche stattfand).
Leo, der anders als alle seine Vorgänger seit 364 nicht einmal durch Einheirat zur theodosianisch-valentinianischen Dynastie zählte, entpuppte sich als tatkräftiger Herrscher, der auch den taumelnden Westen des Imperium Romanum nicht aus den Augen verlor. 467 schickte er Anthemius, der 457 selbst als möglicher Kaiser gehandelt worden war, als neuen Augustus des Westens nach Italien und stattete ihn mit einem starken Heer und gewaltigen finanziellen Mitteln aus. Die in Zusammenarbeit mit Westrom geplante Rückeroberung Africas scheiterte jedoch 468 kläglich und war mit einem enormen finanziellen Aderlass verbunden. Noch als der Kaiser sechs Jahre später starb, war der oströmische Staatsschatz fast erschöpft, auch wenn sich Leo intensiv darum bemüht hatte, die Einnahmen zu erhöhen, was seine Beliebtheit nicht vergrößerte.

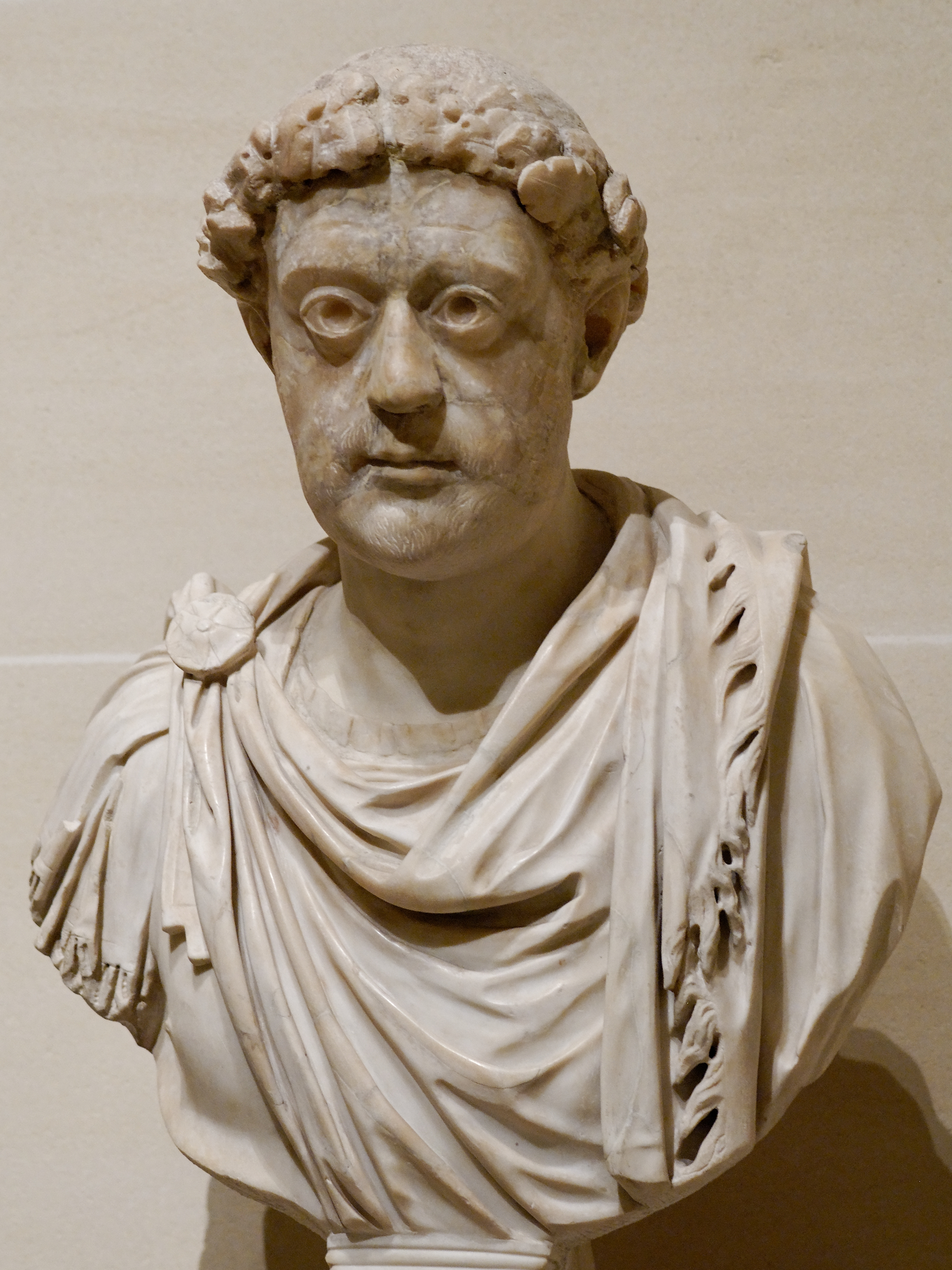
Porträtbüste Leos, heute im Louvre. Nur der Kopf ist antik.

Anders als Aspar erwartet hatte, erwies sich Leo schon bald als geschickter Machtpolitiker, der sich zunehmend von der Dominanz der hohen Militärs emanzipierte. 462 brachte seine Frau einen Sohn zur Welt, womit die Nachfolgefrage geklärt schien, doch dieser starb nach wenigen Monaten, und Aspar begann, verstärkt auf eine Verschwägerung seiner Familie mit Leo zu drängen. Um sich des steigenden Drucks durch seinen Heermeister zu erwehren, stellte der Kaiser eine neue Garde auf, die excubitores, in der neben Römern wie dem späteren Kaiser Iustinus wohl viele Isaurier dienten. Die Isaurier stammten aus einer abgelegenen Region Kleinasiens und galten als halbe Barbaren, waren aber im Unterschied zu den Alanen und Goten zumindest de iure Angehörige des Römischen Reiches. Viele von ihnen dienten seit langem in der Armee. Mit den excubitores verfügte der Kaiser nun über einen eigenen bewaffneten Anhang, der nur ihm und nicht dem Heermeister zu persönlicher Treue verpflichtet war. Als Gegengewicht zu Aspar baute Leo nun zudem den späteren Kaiser Zenon auf, den er mit seiner Tochter Ariadne verheiratete, womit er die thrakische Dynastie begründete. Aspars Sohn, der magister militum per Orientem Ardaburius, wurde 466/67 vom Kaiser vor dem Senat des Hochverrats bezichtigt (die Beweise hatte Zenon beschafft) und abgesetzt. Aspar dagegen überstand diesen Konflikt zunächst unbeschadet, was seine starke Stellung unterstreicht.
Der Machtkampf zwischen dem Militär und dem Kaiser wurde erst einige Jahre später endgültig entschieden: Zwar setzte Aspar, der inzwischen auf den Thron für seinen anderen Sohn Patricius spekulierte, noch 470 dessen Erhebung zum Caesar durch, doch schon im Folgejahr wurde er zusammen mit Ardaburius von Leos Männern bei einer Audienz im Palast erschlagen. Es heißt, Vater und Sohn wurden anschließend zerstückelt, um sie unbemerkt aus dem Palast zu schaffen. Patricius scheint verletzt überlebt zu haben, ebenso wie Aspars dritter Sohn Ermanerich, der sich zur fraglichen Zeit nicht in Konstantinopel aufhielt.
Aufgrund dieser Tat, die ein offener Rechtsbruch war, erhielt Leo von den zeitgenössischen Geschichtsschreibern Malchus von Philadelphia und Candidus den Beinamen Makélles („Schlächter“). Aspars Gefolgsmann, der comes Ostrys, unternahm daraufhin mit einigen germanischen foederati, die sich in Konstantinopel aufhielten, einen Angriff auf den Palast, der aber von den excubitores abgewehrt werden konnte. Leo empfahl seinem weströmischen Kaiserkollegen Anthemius daraufhin angeblich, mit dessen Heermeister Ricimer ebenso zu verfahren, wie er selbst es mit Aspar getan hatte. In Italien allerdings ging der Konflikt zwischen Kaiser und Militär anders aus und endete 472 mit der Hinrichtung des Anthemius.
Die Bedrohung durch die Hunnen war nur noch minimal. Attilas Söhne Ernak und Dengizich bemühten sich um Verträge mit Ostrom, doch nutzte Leo seine stärkere Verhandlungsposition und wies sie ab. Dengizich fiel 469 im Kampf gegen oströmische Truppen unter Anagastes. Mit den Goten in Pannonien war es unter Leo zunächst zu einem Ausgleich gekommen, zumal der Alane Aspar die Goten favorisiert hatte. Der junge Theoderich hielt sich von ca. 459 bis 469 als Geisel am Kaiserhof auf. Der Mord an Aspar aber belastete das Verhältnis Leos zu den Goten, deren Druck auf die Balkanprovinzen daher zunahm: Ostrys war zu Theoderich Strabo geflohen und hatte diesen gegen den Kaiser aufgehetzt. Erst 473 konnte dieser Konflikt vorerst beigelegt werden, indem Strabo zum magister militum praesentalis ernannt und als König seiner Goten anerkannt wurde. Im Westen setzte Leo nach Anthemius’ Tod offenbar zunächst Olybrius und dann Julius Nepos als neue Kaiser ein. Diese konnten jedoch keine Stabilisierung des Westens mehr erreichen, obwohl Leo zumindest Nepos trotz leerer Kassen noch einmal mit einer Armee ausgestattet hatte. Ein Jahr nach Leos Tod musste Nepos aus Italien flüchten, und 476 erlosch dann faktisch das weströmische Kaisertum. Mit den Sassaniden im Osten konnte unter Leo hingegen trotz Spannungen um 468 weiter Frieden gehalten werden, was das Reich militärisch entscheidend entlastete. Leos Nachfolger wurde für kurze Zeit sein sechsjähriger Enkel Leo II., der Sohn Zenons, und nach dessen frühem Tod Zenon selbst.
Es gibt Indizien dafür, dass sich die Oströmer um 460 um engere Beziehungen nach China bemüht haben, wo sich mehrere unter Theodosius II. und Leo geprägte Goldmünzen finden. Zu Leos Hinterlassenschaft gehörte zudem ein großes, heute praktisch spurlos verschwundenes Forum, das er 471 in Konstantinopel in der Tradition der stadtrömischen Kaiserforen anlegen ließ; seine Vorgänger Arcadius, Theodosius II. und Markian waren ebenso verfahren, nach Leo aber brach diese Reihe ab. Im Zentrum des Forums stand eine Säule, die die Siege des Kaisers feierte und die erst im 15. Jahrhundert umgestürzt wurde.
Leo war mit Verina verheiratet.

## Rezeption
Die Überlieferung bewahrt ein widersprüchliches Bild des Kaisers, der einerseits als erfolgreich und als Freund der Bildung galt, andererseits aber als habgieriger Tyrann, der Aristokraten und Städte ausgeplündert habe:

„Leo, Kaiser der Römer, genannt „der Schlächter“. Er erschien glückseliger als die Kaiser vor ihm, zugleich wurde er von allen gefürchtet, die unter seiner Herrschaft lebten, vor allem von allen Barbaren, die von ihm gehört hatten. Zumindest ist dies der Ruf, den er beim einfachen Volk genoss. Malchus aber schreibt: „Ich halte es nicht für Glück, wenn jemand seine Untertanen um ihren Reichtum bringt, Verräter bezahlt, um sie anklagen zu können, selbst Vorwürfe erhebt, wenn er niemanden finden kann, der es für ihn tut, und Haufen von Gold aus allen Teilen der Welt hortet, nur um selbst reich zu sein, während er zugleich die Städte ihres vorherigen Wohlstandes und Überschusses beraubt, so dass sie nur noch mit Mühe die Steuern zahlen können, die er fordert. Kurz gesagt,“ so Malchus weiter, „war er ein Hort für jede Schurkerei.“ Jedenfalls war es Leo, der Hyperechius, den Grammatiker, verbannte. Doch einmal, als er anordnete, dem Philosophen Eulogius ein Stipendium für lebenslange Kost zu geben, sagte einer der Hofeunuchen, dass das Geld besser für Soldaten ausgegeben werden solle, und Leo antwortete: „Ich wünschte, es käme noch zu meinen Lebzeiten dazu, dass alles Geld statt für Soldaten für Lehrer verwendet werden könnte.““